# Віктор Адлер
Ві́ктор А́длер (нім. Victor Adler; нар. 24 червня 1852 — пом. 11 листопада 1918) — один із організаторів і лідерів Австрійської соціал-демократичної партії, прихильник австромарксизму. Батько Фрідріха Адлера.

## Життєпис

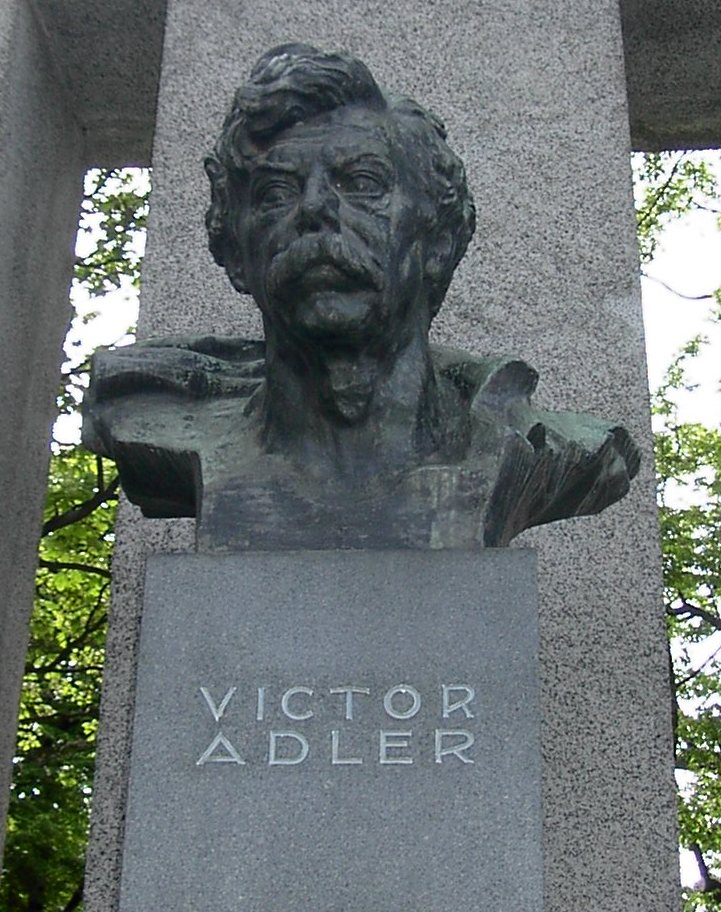
Могила Адлера в Відні

Народився в сім'ї багатого єврейського купця. Лікар за фахом, почав політичну діяльність як радикал. Після знайомства з Енгельсом в 1883 році зацікавився марксизмом, а його погляди почали змішуватися в сторону соціал-демократії і врешті пристав до робітничого руху. Дружба та листування з Енгельсом продовжувалася й далі, особливо в 1889—1895 роках.
Віктор Адлер провів велику роботу щодо зміцнення на об'єднання соціал-демократичної парті Австрії. Саме підготований ним проект програми був прийнятий на партійному установчому з'їзді в Хайнфельді (31 грудня 1888 — 1 січня 1889). Адлер відіграв значну роль в розгортанні масового соціал-демократичного руху та в організації боротьби за введення загального виборчого права, якого вдалося досягнути 1907 року. На відміну від класичних марксистів Адлер не визнавав революційних методів боротьби і прагнув аби соціал-демократичний рух не виходив за рамки парламентської боротьби. Віктор Адлер був одним з головних розробників підтриманої соціал-демократами програми національно-культурних автономій. В умовах тодішнього загострення національного питання в імперії та національно визвольної боротьби ця програма об'єктивно сприяла як розпаду Австро-Угорської імперії так і призвела розпаду соціал-демократичного руху на окремі національні партії.
У Першу світову війну займав центристську позицію.
В листопаді 1918, незадовго до смерті, був міністром закордонних справ Австрійської Республіки в уряді Карла Реннера, виступав за об'єднання Австрії та Німеччини.